# سیارک ۱۲۸۱۱
سیارک ۱۲۸۱۱ (به انگلیسی: 12811 Rigonistern، نامگذاری:1996CL7) دوازده هزار و هشتصد و یازدهمین سیارک کشف شده‌است که در ۱۴ فوریه ۱۹۹۶ کشف شد.
قدر مطلق سیارک برابر ۱۵.۵ است.